# Čelice
Čelice (cyr. Челице) – wieś w Serbii, w okręgu zlatiborskim, w gminie Nova Varoš. W 2011 roku liczyła 47 mieszkańców.